# Football World Championship 1901/1902
Football World Championship 1901/02 byl exhibiční fotbalový dvojzápas mezi vítězem FA Cupu 1900/01 Tottenhamem Hotspur a vítězem skotského poháru ze stejné sezony Heart of Midlothian FC. První zápas se konal 2. září 1901 na High Road Ground (dřívější název White Hart Lane) a skončil bezbrankovou remízou. Odvetu odehranou 2. ledna 1902 na Tynecastle Park v Edinburghu vyhráli domácí Hearts poměrem 3:1. 

### 1. zápas
| 2. září 1901      |       |                     |                          |
| Tottenham Hotspur | 0 : 0 | Heart of Midlothian | High Road Ground, Londýn |
|                   |       |                     | High Road Ground, Londýn |

| Tottenham Hotspur: |  |                |  |
|                    |  |                |  |
|                    |  | George Clawley |  |
|                    |  | Harry Erentz   |  |
|                    |  | Sandy Tait     |  |
|                    |  | Tom Morris     |  |
|                    |  | Ted Hughes     |  |
|                    |  | Jack Jones     |  |
|                    |  | Tom Smith      |  |
|                    |  | John Cameron   |  |
|                    |  | Sandy Brown    |  |
|                    |  | David Copeland |  |
|                    |  | Jack Kirwan    |  |
|                    |  |                |  |

| Heart of Midlothian: |  |                 |  |
|                      |  |                 |  |
| B                    |  | George McWattie |  |
| PO                   |  | Henry Allan     |  |
| LO                   |  | Davie Baird     |  |
| PZ                   |  | George Key      |  |
| SZ                   |  | Albert Buick    |  |
| LZ                   |  | George Hogg     |  |
| OR                   |  | Bill Porteous   |  |
| IR                   |  | Bobby Walker    |  |
| CF                   |  | Tom Lorn        |  |
| IL                   |  | Bob Houston     |  |
| OL                   |  | Mark Bell       |  |
|                      |  |                 |  |

### 2. zápas
| 2. ledna 1902       |       |                   |                            |
| Heart of Midlothian | 3 : 1 | Tottenham Hotspur | Tynecastle Park, Edinburgh |
|                     |       |                   | Tynecastle Park, Edinburgh |

| Heart of Midlothian: |  |                 |
|                      |  |                 |
| GK                   |  | George McWattie |
| RB                   |  | John Hogg       |
| LB                   |  | Davie Baird     |
| RH                   |  | Andrew McLean   |
| CH                   |  | Albert Buick    |
| LH                   |  | George Hogg     |
| OR                   |  | Tom Lorn        |
| IR                   |  | Bobby Walker    |
| CF                   |  | Charles Thomson |
| IL                   |  | Bob Houston     |
| OL                   |  | Mark Bell       |

| Tottenham Hotspur: |  |                   |
|                    |  |                   |
|                    |  | Fred Griffiths    |
|                    |  | Harry Erentz      |
|                    |  | Sandy Tait        |
|                    |  | Tom Morris        |
|                    |  | James McNaught    |
|                    |  | Jack Jones        |
|                    |  | Tom Smith         |
|                    |  | Patrick Gilhooley |
|                    |  | Sandy Brown       |
|                    |  | David Copeland    |
|                    |  | Jack Kirwan       |